# Bernard Lermite
Ne doit pas être confondu avec Bernard l'ermite.
Bernard Lermite est un personnage de bande dessinée française pour adultes, créé par Martin Veyron. Ses aventures sont parues dans les magazines L'Écho des savanes et Pilote, ainsi qu'en albums entre 1979 et 1993 (Éditions du Fromage, Dargaud et Albin Michel).

## Synopsis
Bernard Lermite est un bourgeois français aux moyens d'existence indéfinis, qui porte sur le monde un regard désenchanté et ne s'intéresse véritablement qu'aux femmes, qu'il essaie de séduire en adoptant un comportement immature : « Ce n'est pas un mensonge de se déguiser en jeune homme attardé, donc, craquant ? Le but étant encore de pouvoir les tirer ! »

## Albums
- Bernard Lermite (série régulière) :

1. Bernard Lermite, Éditions du Fromage, 1979.
2. Plus lourd que l'air, Éditions du Fromage, 1979.
3. Personnellement je ne veux pas d'enfants (mais les miens feront ce qu'ils voudront), Éditions du Fromage, 1980.
4. L'éternel féminin dure, Éditions du Fromage, 1981[1].
5. Ce n'est plus le peuple qui gronde mais le public qui réagit !, Dargaud, 1982.
6. Peut-on fumer après la mort ?, Albin Michel , coll. « L'Écho des savanes », 1988.
7. Le pagure est connu, Albin Michel, coll. « L'Écho des savanes », 1993.

- Un nègre blanc le cul entre deux chaises, Futuropolis, 1980.
- Bernard Lermite en complet (intégrale), Albin Michel, 2001.

## Publication

### Éditeurs
- Éditions du Fromage : tomes 1 à 4 (première édition des tomes 1 à 4)
- Futuropolis : hors-série (première édition du hors-série)
- Dargaud : tome 5 (première édition du tome 5)
- Albin Michel , coll. « L'Écho des savanes : tomes 1 à 7, hors-série et intégrale (première édition des tomes 6 et 7)
- J'ai Lu BD : tomes 1 et 4